# Porcupine Tree/Diskografie
Diese Diskografie ist eine Übersicht über die musikalischen Werke der britischen Progressive-Rock-Band Porcupine Tree. Ihre erfolgreichsten Veröffentlichungen sind die Alben Stupid Dream und Lightbulb Sun mit je über 75.000 verkauften Einheiten.

## Alben

### Studioalben
| Jahr | Titel                  | Höchstplatzierung, Gesamtwochen, AuszeichnungChartplatzierungen (Jahr, Titel, Platzierungen, Wochen, Auszeichnungen, Anmerkungen) | Höchstplatzierung, Gesamtwochen, AuszeichnungChartplatzierungen (Jahr, Titel, Platzierungen, Wochen, Auszeichnungen, Anmerkungen) | Höchstplatzierung, Gesamtwochen, AuszeichnungChartplatzierungen (Jahr, Titel, Platzierungen, Wochen, Auszeichnungen, Anmerkungen) | Höchstplatzierung, Gesamtwochen, AuszeichnungChartplatzierungen (Jahr, Titel, Platzierungen, Wochen, Auszeichnungen, Anmerkungen) | Höchstplatzierung, Gesamtwochen, AuszeichnungChartplatzierungen (Jahr, Titel, Platzierungen, Wochen, Auszeichnungen, Anmerkungen) | Anmerkungen                                                                                    |
| Jahr | Titel                  | DE | AT | CH | UK | US | Anmerkungen                                                                                    |
| ---- | ---------------------- | --- | --- | --- | --- | --- | ---------------------------------------------------------------------------------------------- |
| 1991 | On the Sunday of Life  | — | — | — | — | — | Erstveröffentlichung: Mai 1992                                                                 |
| 1993 | Up the Downstair       | — | — | — | — | — | Erstveröffentlichung: Juni 1993 Re-Release 2005 + Staircase Infinities als Bonus-Disc          |
| 1995 | The Sky Moves Sideways | — | — | — | — | — | Erstveröffentlichung: Februar 1995 Re-Release 2004 + Bonus-Disc                                |
| 1996 | Signify                | — | — | — | — | — | Erstveröffentlichung: September 1996 Re-Release 2004 + Insignificance als Bonus-Disc           |
| 1999 | Stupid Dream           | — | — | — | — | — | Erstveröffentlichung: März 1999 Verkäufe: + 75.000; Re-Release 2006 + DVD-Audio (5.1-Mix)      |
| 2000 | Lightbulb Sun          | — | — | — | — | — | Erstveröffentlichung: Mai 2000 Verkäufe: + 75.000; Re-Release April 2008 + DVD-Audio (5.1-Mix) |
| 2002 | In Absentia            | DE58 (3 Wo.)DE | — | — | — | — | Erstveröffentlichung: September 2002 Re-Release 2020 + Bluray (5.1 Mix)                        |
| 2005 | Deadwing               | DE52 (2 Wo.)DE | — | — | UK97 (1 Wo.)UK | US132 (1 Wo.)US | Erstveröffentlichung: März 2005 in UK erst 2018 in den Charts                                  |
| 2007 | Fear of a Blank Planet | DE21 (4 Wo.)DE | — | CH41 (3 Wo.)CH | UK31 (2 Wo.)UK | US59 (2 Wo.)US | Erstveröffentlichung: April 2007                                                               |
| 2009 | The Incident           | DE17 (3 Wo.)DE | AT45 (1 Wo.)AT | CH20 (2 Wo.)CH | UK23 (2 Wo.)UK | US25 (1 Wo.)US | Erstveröffentlichung: September 2009                                                           |
| 2022 | Closure/Continuation   | DE1 (8 Wo.)DE | AT4 (2 Wo.)AT | CH1 (6 Wo.)CH | UK2 (1 Wo.)UK | US90 (1 Wo.)US | Erstveröffentlichung: 24. Juni 2022                                                            |

### Livealben
| Jahr | Titel                                   | Höchstplatzierung, Gesamtwochen, AuszeichnungChartplatzierungen (Jahr, Titel, Platzierungen, Wochen, Auszeichnungen, Anmerkungen) | Höchstplatzierung, Gesamtwochen, AuszeichnungChartplatzierungen (Jahr, Titel, Platzierungen, Wochen, Auszeichnungen, Anmerkungen) | Höchstplatzierung, Gesamtwochen, AuszeichnungChartplatzierungen (Jahr, Titel, Platzierungen, Wochen, Auszeichnungen, Anmerkungen) | Höchstplatzierung, Gesamtwochen, AuszeichnungChartplatzierungen (Jahr, Titel, Platzierungen, Wochen, Auszeichnungen, Anmerkungen) | Höchstplatzierung, Gesamtwochen, AuszeichnungChartplatzierungen (Jahr, Titel, Platzierungen, Wochen, Auszeichnungen, Anmerkungen) | Anmerkungen                                                |
| Jahr | Titel                                   | DE | AT | CH | UK | US | Anmerkungen                                                |
| ---- | --------------------------------------- | --- | --- | --- | --- | --- | ---------------------------------------------------------- |
| 2012 | Octane Twisted                          | DE77 (1 Wo.)DE | — | CH86 (1 Wo.)CH | UK70 (1 Wo.)UK | — | Erstveröffentlichung: November 2012                        |
| 2020 | House of Blues – Los Angeles 2003       | — | — | — | UK82 (1 Wo.)UK | — | Erstveröffentlichung: 1. Mai 2020                          |
| 2023 | Closure / Continuation – Live Amsterdam | DE*DE | — | — | UK36 (1 Wo.)UK | — | Erstveröffentlichung: 1. Dezember 2023 * siehe Studioalbum |

Weitere Livealben
- 1994: Spiral Circus
- 1997: Coma Divine
- 1997: The Complete BBC Sessions (Radioauftritte von 1993, 1995 und 1996)
- 2003: XM
- 2004: Warszawa
- 2005: XMII
- 2008: We Lost the Skyline
- 2009: Ilosaarirock (Ilosaarirock Festival, Finnland, 14. Juli 2007 – limitierte Version für Mitglieder des Residents of a Blank Planet Ticketing Club)[2]
- 2010: Atlanta (nur als Download erhältlich)

### Kompilationen
- 1994: Yellow Hedgerow Dreamscape (Raritäten)
- 1997: Insignificance (Demoversionen)
- 1998: Metanoia (Instrumentale Improvisationen)
- 2000: Voyage 34: The Complete Trip
- 2001: Recordings (B-Seiten, limitiert auf 20.000 Exemplare)
- 2002: Stars Die: The Delerium Years 1991–1997 (Best Of/Raritäten)
- 2002: Out Absentia (Internet Tracks)
- 2005: Porcupine Tree Sampler 2005 (Songs von Nebenprojekten)
- 2006: Recordings II (Demoversionen und B-Seiten)
- 2020: Delerium Years / 1991-1997 (Boxset)

### EPs
| Jahr | Titel         | Höchstplatzierung, Gesamtwochen, AuszeichnungChartplatzierungen (Jahr, Titel, Platzierungen, Wochen, Auszeichnungen, Anmerkungen) | Höchstplatzierung, Gesamtwochen, AuszeichnungChartplatzierungen (Jahr, Titel, Platzierungen, Wochen, Auszeichnungen, Anmerkungen) | Höchstplatzierung, Gesamtwochen, AuszeichnungChartplatzierungen (Jahr, Titel, Platzierungen, Wochen, Auszeichnungen, Anmerkungen) | Höchstplatzierung, Gesamtwochen, AuszeichnungChartplatzierungen (Jahr, Titel, Platzierungen, Wochen, Auszeichnungen, Anmerkungen) | Höchstplatzierung, Gesamtwochen, AuszeichnungChartplatzierungen (Jahr, Titel, Platzierungen, Wochen, Auszeichnungen, Anmerkungen) | Anmerkungen                                                       |
| Jahr | Titel         | DE | AT | CH | UK | US | Anmerkungen                                                       |
| ---- | ------------- | --- | --- | --- | --- | --- | ----------------------------------------------------------------- |
| 2007 | Nil Recurring | DE100 (1 Wo.)DE | — | — | — | — | Erstveröffentlichung: September 2007 in D erst 2008 in den Charts |

Weitere EPs
- 1994: Staircase Infinities
- 1994: Moonloop
- 1999: Coma Divine II
- 2001: Transmission IV
- 2003: Futile
- 2020: Pure Narcotic

### Demos
- 1989: Tarquin's Seaweed Farm
- 1990: Love, Death and Mussolini
- 1991: The Nostalgia Factory

## Singles
| Jahr | Titel Album                                   | Höchstplatzierung, Gesamtwochen, AuszeichnungChartplatzierungen (Jahr, Titel, Album, Platzierungen, Wochen, Auszeichnungen, Anmerkungen) | Höchstplatzierung, Gesamtwochen, AuszeichnungChartplatzierungen (Jahr, Titel, Album, Platzierungen, Wochen, Auszeichnungen, Anmerkungen) | Höchstplatzierung, Gesamtwochen, AuszeichnungChartplatzierungen (Jahr, Titel, Album, Platzierungen, Wochen, Auszeichnungen, Anmerkungen) | Höchstplatzierung, Gesamtwochen, AuszeichnungChartplatzierungen (Jahr, Titel, Album, Platzierungen, Wochen, Auszeichnungen, Anmerkungen) | Höchstplatzierung, Gesamtwochen, AuszeichnungChartplatzierungen (Jahr, Titel, Album, Platzierungen, Wochen, Auszeichnungen, Anmerkungen) | Anmerkungen                         |
| Jahr | Titel Album                                   | DE | AT | CH | UK | US | Anmerkungen                         |
| ---- | --------------------------------------------- | --- | --- | --- | --- | --- | ----------------------------------- |
| 2000 | Four Chords That Made a Million Lightbulb Sun | — | — | — | UK84 (1 Wo.)UK | — | Erstveröffentlichung: April 2000    |
| 2000 | Shesmovedon Lightbulb Sun                     | — | — | — | UK85 (1 Wo.)UK | — | Erstveröffentlichung: Juli 2000     |
| 2005 | Lazarus Deadwing                              | DE91 (1 Wo.)DE | — | — | — | — | Erstveröffentlichung: 14. März 2005 |

Weitere Singles
- 1992: Voyage 34
- 1993: Voyage 34: Remixes
- 1995: Stars to Die
- 1996: Waiting
- 1999: Piano Lessons
- 1999: Stranger by the Minute
- 1999: Pure Narcotic
- 2005: Shallow
- 2007: Fear of a Blank Planet
- 2007: Way Out of Here
- 2009: Time Flies
- 2021: Harridan
- 2022: Of the New Day
- 2022: Herd Culling
- 2022: Rats Return

## Videoalben
| Jahr | Titel               | Höchstplatzierung, Gesamtwochen, AuszeichnungChartplatzierungen (Jahr, Titel, Platzierungen, Wochen, Auszeichnungen, Anmerkungen) | Höchstplatzierung, Gesamtwochen, AuszeichnungChartplatzierungen (Jahr, Titel, Platzierungen, Wochen, Auszeichnungen, Anmerkungen) | Höchstplatzierung, Gesamtwochen, AuszeichnungChartplatzierungen (Jahr, Titel, Platzierungen, Wochen, Auszeichnungen, Anmerkungen) | Höchstplatzierung, Gesamtwochen, AuszeichnungChartplatzierungen (Jahr, Titel, Platzierungen, Wochen, Auszeichnungen, Anmerkungen) | Höchstplatzierung, Gesamtwochen, AuszeichnungChartplatzierungen (Jahr, Titel, Platzierungen, Wochen, Auszeichnungen, Anmerkungen) | Anmerkungen                           |
| Jahr | Titel               | DE | AT | CH | UK | US | Anmerkungen                           |
| ---- | ------------------- | --- | --- | --- | --- | --- | ------------------------------------- |
| 2006 | Arriving Somewhere… | DE58 (1 Wo.)DE | — | — | — | — | Erstveröffentlichung: 21. August 2006 |
| 2010 | Anesthetize         | DE74 (1 Wo.)DE | — | — | — | — | Erstveröffentlichung: 20. Mai 2010    |

Weitere Videoalben
- 2012: Octane Twisted (limitiert)

## Statistik

### Chartauswertung
|                     | DE    | AT    | CH    | UK    | US    |
| ------------------- | ----- | ----- | ----- | ----- | ----- |
| Nummer-eins-Alben   | DE1DE | AT—AT | CH1CH | UK—UK | US—US |
| Top-10-Alben        | DE1DE | AT1AT | CH1CH | UK1UK | US—US |
| Alben in den Charts | DE8DE | AT2AT | CH4CH | UK7UK | US4US |

|                       | DE    | AT    | CH    | UK    | US    |
| --------------------- | ----- | ----- | ----- | ----- | ----- |
| Nummer-eins-Singles   | DE—DE | AT—AT | CH—CH | UK—UK | US—US |
| Top-10-Singles        | DE—DE | AT—AT | CH—CH | UK—UK | US—US |
| Singles in den Charts | DE1DE | AT—AT | CH—CH | UK2UK | US—US |

|                          | DE    | AT    | CH    | UK    | US    |
| ------------------------ | ----- | ----- | ----- | ----- | ----- |
| Nummer-eins-Videoalben   | DE—DE | AT—AT | CH—CH | UK—UK | US—US |
| Top-10-Videoalben        | DE—DE | AT—AT | CH—CH | UK—UK | US—US |
| Videoalben in den Charts | DE2DE | AT—AT | CH—CH | UK—UK | US—US |

### Auszeichnungen für Musikverkäufe
| 2× Silberne Schallplatte - Europa (Impala) - 2011: für das Videoalbum Arriving Somewhere… Goldene Schallplatte - Europa (Impala) - 2011: für das Album Lightbulb Sun - 2011: für das Album Stupid Dream - Kanada - 2010: für das Videoalbum Anesthetize |

| Land/RegionAuszeichnungen für Musikverkäufe (Land/Region, Auszeichnungen, Verkäufe, Quellen) | Silber     | Gold     | Platin | Verkäufe  | Quellen         |
| -------------------------------------------------------------------------------------------- | ---------- | -------- | ------ | --------- | --------------- |
| Europa (Impala)                                                                              | 2× Silber2 | 2× Gold2 | —      | (190.000) | impalamusic.org |
| Kanada (MC)                                                                                  | —          | Gold1    | —      | 5.000     | musiccanada.com |
| Insgesamt                                                                                    | 2× Silber2 | 3× Gold3 | —      |           |                 |